# 新傳獎
新傳獎為每年針對全台灣大專院校傳播相關科系舉辦的競賽，由國立中正大學傳播學系校內實習媒體—《中正E報》師生共同籌畫舉辦，為台灣少數由學生團隊主辦的全國性獎項，每年超過百件作品投稿，為傳播相關科系的年度活動。

## 新傳獎變革
2004年由中正大學傳播系師生發起第一屆新傳獎，起初為鼓勵系上同學於課業、作品上之努力。而「新傳」意謂：「新」聞「傳」播。有鑑於台灣近百個傳播相關科系，卻幾乎沒有一個純學生參與的競賽平台，於是自2006年始，新傳獎將徵稿對象擴及全台大專院校，包括新聞、影音短片、廣告、廣播、劇情片等多種類之獎項，提供台灣傳播科系學子們更寬廣且多元的新聞競賽平台，逐漸成為全國型學生競賽。自2015年第十二屆開始，轉型為純新聞競賽，致力於將新傳獎塑造成為「學生卓越新聞獎」，獎項包括平面新聞類、廣播新聞類、影音新聞類、紀錄片及融媒體獎。2022年為順應多元化社會與族群發展，新設文化平權獎，以鼓勵學子為多元族群發聲的努力。

## 新傳獎歷屆主題
| 年度   | 屆次       | 主題                                   |
| ------ | ---------- | -------------------------------------- |
| 2009年 | 第六屆     | 愛麗絲的繽紛樂園                       |
| 2010年 | 第七屆     | The 7th night of casino                |
| 2011年 | 第八屆     | 大無限馬戲團 YO! BATTLE 你的極限       |
| 2012年 | 第九屆     | SURPRISING NINE 星期九俱樂部           |
| 2013年 | 第十屆     | 決戰紫禁城 十勢造英雄                  |
| 2014年 | 第十一屆   | 十年一刻                               |
| 2015年 | 第十二屆   | 回歸真實                               |
| 2016年 | 第十三屆   | 想像                                   |
| 2017年 | 第十四屆   | 啟程                                   |
| 2018年 | 第十五屆   | 驚蟄                                   |
| 2019年 | 第十六屆   | Now, Back to You                       |
| 2020年 | 第十七屆   | Freedom of the world , Word of freedom |
| 2021年 | 第十八屆   | 天光                                   |
| 2022年 | 第十九屆   | 鏡像                                   |
| 2023年 | 第二十屆   | 第三維度                               |
| 2024年 | 第二十一屆 | 種字                                   |
| 2025年 | 第二十二屆 | 光影                                   |

## 外部連結
- 國立中正大學傳播學系 （页面存档备份，存于）
- 新傳獎 （页面存档备份，存于）
- 新傳獎粉絲專頁